# Сац, Дебра
Дебра Сац (англ. Debra Satz; род. 1956, Нью-Йорк, США) — американский учёный-философ, специалист в области политической философии.
Член Американской академии искусств и наук (2018), доктор философии, профессор Стэнфордского университета, в котором трудится с 1988 года, и с 2018 года декан Stanford University School of Humanities and Sciences.

## Биография
Окончила с отличием нью-йоркский Сити-колледж (бакалавр философии, 1978). В 1987 году получила степень доктора философии по философии в Массачусетском технологическом институте. С 1988 года в Стэнфордском университете: первоначально ассистент-профессор, с 1996 года ассоциированный профессор, с 2007 года профессор философии, также с того же года именной профессор (Marta Sutton Weeks Professor of Ethics in Society), одновременно с 2010 года помощник декана, а с 2018 года декан Stanford University School of Humanities and Sciences (преемница Ричарда Саллера, являвшегося деканом на протяжении 11 лет), в 2008—2015 годах директор McCoy Family Center for Ethics in Society. В 2013—2016 гг. президент American Society for Political and Legal Philosophy. Редактор Philosophy & Public Affairs. Отмечена стэнфордскими Roland Prize for Faculty Service (2010) и высшим преподавательским отличием Gores Award for Excellence in Teaching (2004). Почётный доктор нидерландского Эразмского университета (2018).
Автор многих статей, а также книг Why Some Things Should Not Be For Sale: The Moral Limits of Markets (Oxford University Press, 2010, переведена на четыре языка) и Economic Analysis, Moral Philosophy and Public Policy (2017, в соавт. с Daniel M. Hausman и Michael McPherson).